# Turniej mężczyzn w siatkówce plażowej na Plażowych Igrzyskach Azjatyckich 2012
Turniej mężczyzn w siatkówce plażowej podczas III Plażowych Igrzysk Azjatyckich w Haiyan odbył się w dniach od 12 do 18 czerwca 2012 roku. Do rywalizacji przystąpiły 64 pary. Złoto zdobyła indonezyjska para Ade Candra Rachmawan i Koko Prasetyo Darkuncoro.

## Runda Eliminacyjna

### Grupa A
Tabela
| Poz. | Zawodnicy                                 | Pkt | Mecze | Mecze | Mecze | Małe punkty | Małe punkty | Małe punkty | Sety | Sety | Sety |
| Poz. | Zawodnicy                                 | Pkt | M     | Z     | P     | zdob.       | str.        | +/-         | wyg. | prz. | +/-  |
| ---- | ----------------------------------------- | --- | ----- | ----- | ----- | ----------- | ----------- | ----------- | ---- | ---- | ---- |
| 1.   | Alexandr Dyachenko / Alexey Sidorenko     | 4   | 2     | 2     | 0     | 4           | 0           | + 4         | 84   | 34   | + 50 |
| 2.   | Wong Chun Wai / Wong Kwun Pong            | 3   | 2     | 1     | 1     | 2           | 2           | 0           | 64   | 55   | + 9  |
| 3.   | Rustam Bozorboev / Murodali Khudoyberdiev | 2   | 2     | 0     | 2     | 0           | 4           | - 4         | 25   | 84   | - 59 |

| Data      |                       | Wynik |                           | Set 1 | Set 2 | Set 3 |
| --------- | --------------------- | ----- | ------------------------- | ----- | ----- | ----- |
| 12 Czerw. | Wong / Wong           | 2–0   | Bozorboev / Khudoyberdiev | 21–7  | 21–6  |       |
| 13 Czerw. | Dyachenko / Sidorenko | 2–0   | Bozorboev / Khudoyberdiev | 21–5  | 21–7  |       |
| 14 Czerw. | Dyachenko / Sidorenko | 2–0   | Wong / Wong               | 21–9  | 21–13 |       |

### Grupa B
Tabela
| Poz. | Zawodnicy                                         | Pkt | Mecze | Mecze | Mecze | Małe punkty | Małe punkty | Małe punkty | Sety | Sety | Sety |
| Poz. | Zawodnicy                                         | Pkt | M     | Z     | P     | zdob.       | str.        | +/-         | wyg. | prz. | +/-  |
| ---- | ------------------------------------------------- | --- | ----- | ----- | ----- | ----------- | ----------- | ----------- | ---- | ---- | ---- |
| 1.   | Parviz Farrokhi / Aghmohammad Salagh              | 4   | 2     | 2     | 0     | 4           | 0           | + 4         | 84   | 22   | + 58 |
| 2.   | Bayarkhuu Naranbaatar / Munkhsaikhan Myagmarsuren | 3   | 2     | 1     | 1     | 2           | 3           | - 1         | 70   | 94   | - 24 |
| 3.   | Nasir Ahmad Azizi / Farhad Sedeqi                 | 2   | 2     | 0     | 2     | 1           | 4           | - 3         | 59   | 97   | - 38 |

| Data      |                            | Wynik |                            | Set 1 | Set 2 | Set 3 |
| --------- | -------------------------- | ----- | -------------------------- | ----- | ----- | ----- |
| 12 Czerw. | Naranbaatar / Myagmarsuren | 2–1   | Azizi / Sedeqi             | 18–21 | 21–17 | 16–14 |
| 13 Czerw. | Farrokhi / Salagh          | 2–0   | Azizi / Sedeqi             | 21–1  | 21–6  |       |
| 14 Czerw. | Farrokhi / Salagh          | 2–0   | Naranbaatar / Myagmarsuren | 21–8  | 21–7  |       |

### Grupa C
Tabela
| Poz. | Zawodnicy                                    | Pkt | Mecze | Mecze | Mecze | Małe punkty | Małe punkty | Małe punkty | Sety | Sety | Sety |
| Poz. | Zawodnicy                                    | Pkt | M     | Z     | P     | zdob.       | str.        | +/-         | wyg. | prz. | +/-  |
| ---- | -------------------------------------------- | --- | ----- | ----- | ----- | ----------- | ----------- | ----------- | ---- | ---- | ---- |
| 1.   | Sittichai Sangkhachot / Prathip Sukto        | 4   | 2     | 2     | 0     | 4           | 0           | + 4         | 84   | 38   | + 46 |
| 2.   | Choi Wai Kit / Cheong Ka Chon                | 3   | 2     | 1     | 1     | 2           | 3           | - 1         | 74   | 88   | - 14 |
| 3.   | Bharat Bahadur Shah / Chandra Bahadur Kunwar | 2   | 2     | 0     | 2     | 1           | 4           | - 3         | 62   | 94   | - 32 |

| Data      |                     | Wynik |               | Set 1 | Set 2 | Set 3 |
| --------- | ------------------- | ----- | ------------- | ----- | ----- | ----- |
| 12 Czerw. | Shah / Kunwar       | 1–2   | Choi / Cheong | 17–21 | 21–16 | 8–15  |
| 13 Czerw. | Sangkhachot / Sukto | 2–0   | Choi / Cheong | 21–11 | 21–11 |       |
| 14 Czerw. | Sangkhachot / Sukto | 2–0   | Shah / Kunwar | 21–8  | 21–8  |       |

### Grupa D
Tabela
| Poz. | Zawodnicy                            | Pkt | Mecze | Mecze | Mecze | Małe punkty | Małe punkty | Małe punkty | Sety | Sety | Sety |
| Poz. | Zawodnicy                            | Pkt | M     | Z     | P     | zdob.       | str.        | +/-         | wyg. | prz. | +/-  |
| ---- | ------------------------------------ | --- | ----- | ----- | ----- | ----------- | ----------- | ----------- | ---- | ---- | ---- |
| 1.   | Kiew Chiong Ung / Rafi Asruki Nordin | 4   | 2     | 2     | 0     | 4           | 1           | + 3         | 96   | 60   | + 36 |
| 2.   | Khalid Al-Arqan / Abdelrahman Tafesh | 3   | 2     | 1     | 1     | 3           | 2           | + 1         | 86   | 79   | + 7  |
| 3.   | Talgat Chalmashbekov / Dair Dumanaev | 2   | 2     | 0     | 2     | 0           | 4           | - 4         | 41   | 84   | - 43 |

| Data      |                   | Wynik |                          | Set 1 | Set 2 | Set 3 |
| --------- | ----------------- | ----- | ------------------------ | ----- | ----- | ----- |
| 12 Czerw. | Al-Arqan / Tafesh | 2–0   | Chalmashbekov / Dumanaev | 21–13 | 21–12 |       |
| 13 Czerw. | Kiew / Nordin     | 2–0   | Chalmashbekov / Dumanaev | 21–8  | 21–8  |       |
| 14 Czerw. | Kiew / Nordin     | 2–1   | Al-Arqan / Tafesh        | 21–13 | 18–21 | 15–10 |

### Grupa E
Tabela
| Poz. | Zawodnicy                                       | Pkt | Mecze | Mecze | Mecze | Małe punkty | Małe punkty | Małe punkty | Sety | Sety | Sety |
| Poz. | Zawodnicy                                       | Pkt | M     | Z     | P     | zdob.       | str.        | +/-         | wyg. | prz. | +/-  |
| ---- | ----------------------------------------------- | --- | ----- | ----- | ----- | ----------- | ----------- | ----------- | ---- | ---- | ---- |
| 1.   | Ade Candra Rachmawan / Koko Prasetyo Darkuncoro | 4   | 2     | 2     | 0     | 4           | 0           | + 4         | 84   | 42   | + 42 |
| 2.   | Ali Habib Ebrahim / Ali Hasan Marhoon           | 3   | 2     | 1     | 1     | 2           | 2           | 0           | 66   | 70   | - 4  |
| 3.   | Pardes Safi / Habibullah Sadat                  | 2   | 2     | 0     | 2     | 0           | 4           | - 4         | 46   | 84   | - 38 |

| Data      |                        | Wynik |                   | Set 1 | Set 2 | Set 3 |
| --------- | ---------------------- | ----- | ----------------- | ----- | ----- | ----- |
| 12 Czerw. | Ebrahim / Marhoon      | 2–0   | Safi / Sadat      | 21–13 | 21–15 |       |
| 13 Czerw. | Rachmawan / Darkuncoro | 2–0   | Safi / Sadat      | 21–6  | 21–12 |       |
| 14 Czerw. | Rachmawan / Darkuncoro | 2–0   | Ebrahim / Marhoon | 21–11 | 21–13 |       |

### Grupa F
Tabela
| Poz. | Zawodnicy                          | Pkt | Mecze | Mecze | Mecze | Małe punkty | Małe punkty | Małe punkty | Sety | Sety | Sety |
| Poz. | Zawodnicy                          | Pkt | M     | Z     | P     | zdob.       | str.        | +/-         | wyg. | prz. | +/-  |
| ---- | ---------------------------------- | --- | ----- | ----- | ----- | ----------- | ----------- | ----------- | ---- | ---- | ---- |
| 1.   | Dmitriy Yakovlev / Alexey Kuleshov | 4   | 2     | 2     | 0     | 4           | 0           | + 4         | 84   | 65   | + 19 |
| 2.   | Mohan Poothathan / John Pradeep    | 3   | 2     | 1     | 1     | 2           | 2           | 0           | 74   | 73   | + 1  |
| 3.   | Moeurng Ratha / Phat Sopheak       | 2   | 2     | 0     | 2     | 0           | 4           | - 4         | 64   | 84   | - 20 |

| Data      |                      | Wynik |                      | Set 1 | Set 2 | Set 3 |
| --------- | -------------------- | ----- | -------------------- | ----- | ----- | ----- |
| 12 Czerw. | Yakovlev / Kuleshov  | 2–0   | Moeurng / Phat       | 21–15 | 21–18 |       |
| 13 Czerw. | Yakovlev / Kuleshov  | 2–0   | Poothathan / Pradeep | 21–15 | 21–17 |       |
| 14 Czerw. | Poothathan / Pradeep | 2–0   | Moeurng / Phat       | 21–14 | 21–17 |       |

### Grupa G
Tabela
| Poz. | Zawodnicy                             | Pkt | Mecze | Mecze | Mecze | Małe punkty | Małe punkty | Małe punkty | Sety | Sety | Sety |
| Poz. | Zawodnicy                             | Pkt | M     | Z     | P     | zdob.       | str.        | +/-         | wyg. | prz. | +/-  |
| ---- | ------------------------------------- | --- | ----- | ----- | ----- | ----------- | ----------- | ----------- | ---- | ---- | ---- |
| 1.   | Dian Putra Santoso / Fahriansyah      | 4   | 2     | 2     | 0     | 4           | 0           | + 4         | 84   | 52   | + 32 |
| 2.   | Asanka Pradeep Kumara / Malintha Yapa | 3   | 2     | 1     | 1     | 2           | 2           | 0           | 73   | 63   | + 10 |
| 3.   | Timur Akmuradov / Mamed Batyrov       | 2   | 2     | 0     | 2     | 0           | 4           | - 4         | 42   | 84   | - 42 |

| Data      |                       | Wynik |                     | Set 1 | Set 2 | Set 3 |
| --------- | --------------------- | ----- | ------------------- | ----- | ----- | ----- |
| 12 Czerw. | Kumara / Yapa         | 2–0   | Akmuradov / Batyrov | 21–9  | 21–12 |       |
| 13 Czerw. | Santoso / Fahriansyah | 2–0   | Akmuradov / Batyrov | 21–12 | 21–9  |       |
| 14 Czerw. | Santoso / Fahriansyah | 2–0   | Kumara / Yapa       | 21–18 | 21–13 |       |

### Grupa H
Tabela
| Poz. | Zawodnicy                              | Pkt | Mecze | Mecze | Mecze | Małe punkty | Małe punkty | Małe punkty | Sety | Sety | Sety |
| Poz. | Zawodnicy                              | Pkt | M     | Z     | P     | zdob.       | str.        | +/-         | wyg. | prz. | +/-  |
| ---- | -------------------------------------- | --- | ----- | ----- | ----- | ----------- | ----------- | ----------- | ---- | ---- | ---- |
| 1.   | Haitham Al-Shereiqi / Badar Al-Subhi   | 4   | 2     | 2     | 0     | 4           | 1           | + 3         | 96   | 64   | + 32 |
| 2.   | Yujiro Hidaka / Yoshiumi Hasegawa      | 3   | 2     | 1     | 1     | 3           | 2           | + 1         | 92   | 71   | + 21 |
| 3.   | Sheikh Shihab Ahmed / Md Monir Hossain | 2   | 2     | 0     | 2     | 0           | 4           | - 4         | 31   | 84   | - 53 |

| Data      |                        | Wynik |                   | Set 1 | Set 2 | Set 3 |
| --------- | ---------------------- | ----- | ----------------- | ----- | ----- | ----- |
| 12 Czerw. | Hidaka / Hasegawa      | 2–0   | Ahmed / Hossain   | 21–9  | 21–8  |       |
| 13 Czerw. | Al-Shereiqi / Al-Subhi | 2–0   | Ahmed / Hossain   | 21–9  | 21–5  |       |
| 14 Czerw. | Al-Shereiqi / Al-Subhi | 2–1   | Hidaka / Hasegawa | 18–21 | 21–17 | 15–12 |

### Grupa I
Tabela
| Poz. | Zawodnicy                           | Pkt | Mecze | Mecze | Mecze | Małe punkty | Małe punkty | Małe punkty | Sety | Sety | Sety |
| Poz. | Zawodnicy                           | Pkt | M     | Z     | P     | zdob.       | str.        | +/-         | wyg. | prz. | +/-  |
| ---- | ----------------------------------- | --- | ----- | ----- | ----- | ----------- | ----------- | ----------- | ---- | ---- | ---- |
| 1.   | Ahmed Al-Housni / Hassan Al-Balushi | 4   | 2     | 2     | 0     | 4           | 0           | + 4         | 84   | 57   | + 27 |
| 2.   | Abdullah Al-Awlaqi / Nezar Al-Galal | 3   | 2     | 1     | 1     | 2           | 3           | - 1         | 86   | 92   | - 6  |
| 3.   | Sanjay Aryal / Bahadur Magar        | 2   | 2     | 0     | 2     | 1           | 4           | - 3         | 75   | 96   | - 21 |

| Data      |                        | Wynik |                      | Set 1 | Set 2 | Set 3 |
| --------- | ---------------------- | ----- | -------------------- | ----- | ----- | ----- |
| 12 Czerw. | Aryal / Magar          | 1–2   | Al-Awlaqi / Al-Galal | 21–18 | 17–21 | 12–15 |
| 13 Czerw. | Al-Housni / Al-Balushi | 2–0   | Al-Awlaqi / Al-Galal | 21–19 | 21–13 |       |
| 14 Czerw. | Al-Housni / Al-Balushi | 2–0   | Aryal / Magar        | 21–6  | 21–19 |       |

### Grupa J
Tabela
| Poz. | Zawodnicy                           | Pkt | Mecze | Mecze | Mecze | Małe punkty | Małe punkty | Małe punkty | Sety | Sety | Sety |
| Poz. | Zawodnicy                           | Pkt | M     | Z     | P     | zdob.       | str.        | +/-         | wyg. | prz. | +/-  |
| ---- | ----------------------------------- | --- | ----- | ----- | ----- | ----------- | ----------- | ----------- | ---- | ---- | ---- |
| 1.   | Teerapat Pollueang / Panupong Toyam | 4   | 2     | 2     | 0     | 4           | 0           | + 4         | 84   | 59   | + 25 |
| 2.   | Adeeb Mahfoudh / Assar Mohammed     | 3   | 2     | 1     | 1     | 2           | 2           | 0           | 78   | 78   | 0    |
| 3.   | Taing Mengheak / Lim Samat          | 2   | 2     | 0     | 2     | 0           | 4           | - 4         | 59   | 84   | - 25 |

| Data      |                   | Wynik |                     | Set 1 | Set 2 | Set 3 |
| --------- | ----------------- | ----- | ------------------- | ----- | ----- | ----- |
| 12 Czerw. | Taing / Lim       | 0–2   | Mahfoudh / Mohammed | 19–21 | 17–21 |       |
| 13 Czerw. | Pollueang / Toyam | 2–0   | Mahfoudh / Mohammed | 21–19 | 21–17 |       |
| 14 Czerw. | Pollueang / Toyam | 2–0   | Taing / Lim         | 21–10 | 21–13 |       |

### Grupa K
Tabela
| Poz. | Zawodnicy                           | Pkt | Mecze | Mecze | Mecze | Małe punkty | Małe punkty | Małe punkty | Sety | Sety | Sety |
| Poz. | Zawodnicy                           | Pkt | M     | Z     | P     | zdob.       | str.        | +/-         | wyg. | prz. | +/-  |
| ---- | ----------------------------------- | --- | ----- | ----- | ----- | ----------- | ----------- | ----------- | ---- | ---- | ---- |
| 1.   | Bahman Gholipouri / Saber Houshmand | 4   | 2     | 2     | 0     | 4           | 0           | + 4         | 84   | 51   | + 33 |
| 2.   | Kwok Wing Ho / Wong Pui Lam         | 3   | 2     | 1     | 1     | 2           | 2           | 0           | 77   | 61   | + 16 |
| 3.   | Abdullah Al-Asaaf / Abdulwahab Amir | 2   | 2     | 0     | 2     | 0           | 4           | - 4         | 35   | 84   | - 49 |

| Data      |                        | Wynik |                 | Set 1 | Set 2 | Set 3 |
| --------- | ---------------------- | ----- | --------------- | ----- | ----- | ----- |
| 12 Czerw. | Kwok / Wong            | 2–0   | Al-Asaaf / Amir | 21–6  | 21–13 |       |
| 13 Czerw. | Gholipouri / Houshmand | 2–0   | Al-Asaaf / Amir | 21–8  | 21–8  |       |
| 14 Czerw. | Gholipouri / Houshmand | 2–0   | Kwok / Wong     | 21–18 | 21–17 |       |

### Grupa L
Tabela
| Poz. | Zawodnicy                                  | Pkt | Mecze | Mecze | Mecze | Małe punkty | Małe punkty | Małe punkty | Sety | Sety | Sety |
| Poz. | Zawodnicy                                  | Pkt | M     | Z     | P     | zdob.       | str.        | +/-         | wyg. | prz. | +/-  |
| ---- | ------------------------------------------ | --- | ----- | ----- | ----- | ----------- | ----------- | ----------- | ---- | ---- | ---- |
| 1.   | Hasan Aqeel Qarqoor / Husain Hasan Marhoon | 4   | 2     | 2     | 0     | 4           | 0           | + 4         | 85   | 59   | + 26 |
| 2.   | Lâm Kim Trọng / Phạm Anh Tuấn              | 3   | 2     | 1     | 1     | 2           | 2           | 0           | 81   | 74   | + 7  |
| 3.   | Ashfag Adam / Adnan Abdul Hameed           | 2   | 2     | 0     | 2     | 0           | 4           | - 4         | 51   | 84   | - 33 |

| Data      |                     | Wynik |                     | Set 1 | Set 2 | Set 3 |
| --------- | ------------------- | ----- | ------------------- | ----- | ----- | ----- |
| 12 Czerw. | Adam / Abdul Hameed | 0–2   | Qarqoor / Marhoon   | 16–21 | 4–21  |       |
| 13 Czerw. | Lâm / Phạm          | 0–2   | Qarqoor / Marhoon   | 19–21 | 20–22 |       |
| 14 Czerw. | Lâm / Phạm          | 2–0   | Adam / Abdul Hameed | 21–17 | 21–14 |       |

### Grupa M
Tabela
| Poz. | Zawodnicy                         | Pkt | Mecze | Mecze | Mecze | Małe punkty | Małe punkty | Małe punkty | Sety | Sety | Sety |
| Poz. | Zawodnicy                         | Pkt | M     | Z     | P     | zdob.       | str.        | +/-         | wyg. | prz. | +/-  |
| ---- | --------------------------------- | --- | ----- | ----- | ----- | ----------- | ----------- | ----------- | ---- | ---- | ---- |
| 1.   | Pubudu Ekanayaka / Sampath Peiris | 4   | 2     | 2     | 0     | 4           | 0           | + 4         | 84   | 48   | + 36 |
| 2.   | Junki Hatabe / Hitoshi Murakami   | 3   | 2     | 1     | 1     | 2           | 2           | 0           | 70   | 61   | + 9  |
| 3.   | Adriano Correia / Narciso Santos  | 2   | 2     | 0     | 2     | 0           | 4           | - 4         | 39   | 84   | - 45 |

| Data      |                    | Wynik |                   | Set 1 | Set 2 | Set 3 |
| --------- | ------------------ | ----- | ----------------- | ----- | ----- | ----- |
| 12 Czerw. | Correia / Santos   | 0–2   | Hatabe / Murakami | 11–21 | 8–21  |       |
| 13 Czerw. | Ekanayaka / Peiris | 2–0   | Hatabe / Murakami | 21–19 | 21–9  |       |
| 14 Czerw. | Ekanayaka / Peiris | 2–0   | Correia / Santos  | 21–8  | 21–12 |       |

### Grupa N
Tabela
| Poz. | Zawodnicy                           | Pkt | Mecze | Mecze | Mecze | Małe punkty | Małe punkty | Małe punkty | Sety | Sety | Sety |
| Poz. | Zawodnicy                           | Pkt | M     | Z     | P     | zdob.       | str.        | +/-         | wyg. | prz. | +/-  |
| ---- | ----------------------------------- | --- | ----- | ----- | ----- | ----------- | ----------- | ----------- | ---- | ---- | ---- |
| 1.   | Li Zhuoxin / Zhang Lizeng           | 4   | 2     | 2     | 0     | 4           | 0           | + 4         | 84   | 46   | + 38 |
| 2.   | Feliciano Soares / Gaudencio Xavier | 3   | 2     | 1     | 1     | 2           | 3           | - 1         | 76   | 80   | - 4  |
| 3.   | Shiunaz Abdul Wahid / Ismail Sajid  | 2   | 2     | 0     | 2     | 1           | 4           | - 3         | 62   | 96   | - 34 |

| Data      |                     | Wynik |                 | Set 1 | Set 2 | Set 3 |
| --------- | ------------------- | ----- | --------------- | ----- | ----- | ----- |
| 12 Czerw. | Soares / Xavier     | 0–2   | Li / Zhang      | 11–21 | 11–21 |       |
| 13 Czerw. | Abdul Wahid / Sajid | 0–2   | Li / Zhang      | 9–21  | 15–21 |       |
| 14 Czerw. | Abdul Wahid / Sajid | 1–2   | Soares / Xavier | 21–18 | 8–21  | 9–15  |

### Grupa O
Tabela
| Poz. | Zawodnicy                         | Pkt | Mecze | Mecze | Mecze | Małe punkty | Małe punkty | Małe punkty | Sety | Sety | Sety |
| Poz. | Zawodnicy                         | Pkt | M     | Z     | P     | zdob.       | str.        | +/-         | wyg. | prz. | +/-  |
| ---- | --------------------------------- | --- | ----- | ----- | ----- | ----------- | ----------- | ----------- | ---- | ---- | ---- |
| 1.   | Li Lei / Wu Jiaxin                | 4   | 2     | 2     | 0     | 4           | 0           | + 4         | 84   | 30   | + 54 |
| 2.   | Asif Sultan Malik / Mahmoud Assam | 3   | 2     | 1     | 1     | 2           | 2           | 0           | 59   | 66   | - 7  |
| 3.   | Lam Lok Hang / Wong Wai Hei       | 2   | 2     | 0     | 2     | 0           | 4           | - 4         | 37   | 84   | - 47 |

| Data      |               | Wynik |               | Set 1 | Set 2 | Set 3 |
| --------- | ------------- | ----- | ------------- | ----- | ----- | ----- |
| 12 Czerw. | Malik / Assam | 2–0   | Lam / Wong    | 21–8  | 21–16 |       |
| 13 Czerw. | Li / Wu       | 2–0   | Lam / Wong    | 21–7  | 21–6  |       |
| 14 Czerw. | Li / Wu       | 2–0   | Malik / Assam | 21–8  | 21–9  |       |

### Grupa P
Tabela
| Poz. | Zawodnicy                              | Pkt | Mecze | Mecze | Mecze | Małe punkty | Małe punkty | Małe punkty | Sety | Sety | Sety  |
| Poz. | Zawodnicy                              | Pkt | M     | Z     | P     | zdob.       | str.        | +/-         | wyg. | prz. | +/-   |
| ---- | -------------------------------------- | --- | ----- | ----- | ----- | ----------- | ----------- | ----------- | ---- | ---- | ----- |
| 1.   | Nguyễn Thành Vinh / Nguyễn Trọng Quốc  | 6   | 3     | 3     | 0     | 6           | 0           | + 6         | 126  | 64   | + 62  |
| 2.   | Abdelaziz Khallouf / Tamer Abdelrasoul | 5   | 3     | 2     | 1     | 4           | 2           | + 2         | 116  | 72   | + 44  |
| 3.   | Nurgeldi Hojoev / Rejepmyrat Kichiev   | 4   | 3     | 1     | 2     | 2           | 4           | - 2         | 104  | 84   | + 30  |
| 4.   | Yusufkhon Ibragimov / Khotam Madzhidov | 3   | 3     | 0     | 3     | 0           | 6           | - 6         | 0    | 126  | - 126 |

| Data      |                        | Wynik |                        | Set 1    | Set 2    | Set 3    |
| --------- | ---------------------- | ----- | ---------------------- | -------- | -------- | -------- |
| 12 Czerw. | Nguyễn / Nguyễn        | 2–0   | Hojoev / Kichiev       | 21–14    | 21–18    |          |
| 12 Czerw. | Khallouf / Abdelrasoul | 2–0   | Ibragimov / Madzhidov  | Odwołany | Odwołany | Odwołany |
| 13 Czerw. | Nguyễn / Nguyễn        | 2–0   | Ibragimov / Madzhidov  | Odwołany | Odwołany | Odwołany |
| 13 Czerw. | Khallouf / Abdelrasoul | 2–0   | Hojoev / Kichiev       | 21–14    | 21–16    |          |
| 14 Czerw. | Nguyễn / Nguyễn        | 2–0   | Khallouf / Abdelrasoul | 21–16    | 21–16    |          |
| 14 Czerw. | Ibragimov / Madzhidov  | 0–2   | Hojoev / Kichiev       | Odwołany | Odwołany | Odwołany |

## Faza finałowa

### 1/16 finału
| Data      |                        | Wynik |                        | Set 1 | Set 2 | Set 3 |
| --------- | ---------------------- | ----- | ---------------------- | ----- | ----- | ----- |
| 15 Czerw. | Dyachenko / Sidorenko  | 2–0   | Nguyễn / Nguyễn        | 21–10 | 21–15 |       |
| 15 Czerw. | Al-Housni / Al-Balushi | 0–2   | Al-Shereiqi / Al-Subhi | 16–21 | 16–21 |       |
| 15 Czerw. | Rachmawan / Darkuncoro | 2–0   | Qarqoor / Marhoon      | 21–13 | 21–12 |       |
| 15 Czerw. | Ekanayaka / Peiris     | 0–2   | Kiew / Nordin          | 17–21 | 16–21 |       |
| 15 Czerw. | Sangkhachot / Sukto    | 0–2   | Li / Zhang             | 17–21 | 14–21 |       |
| 15 Czerw. | Gholipouri / Houshmand | 0–2   | Yakovlev / Kuleshov    | 13–21 | 8–21  |       |
| 15 Czerw. | Santoso / Fahriansyah  | 2–0   | Pollueang / Toyam      | 21–19 | 21–16 |       |
| 15 Czerw. | Li / Wu                | 1–2   | Farrokhi / Salagh      | 11–21 | 21–18 | 12–15 |

### Drabinka
|  |              |                        |              |                        |              |    |                        |                       |           |           |                       |                      |                      |                      |                      |                      |       |       |       |
|  | Ćwierćfinały | Ćwierćfinały           | Ćwierćfinały | Ćwierćfinały           | Ćwierćfinały |    |                        | Półfinały             | Półfinały | Półfinały | Półfinały             | Półfinały            |                      |                      | Finał                | Finał                | Finał | Finał | Finał |
|  | Ćwierćfinały | Ćwierćfinały           | Ćwierćfinały | Ćwierćfinały           | Ćwierćfinały |    |                        | Półfinały             | Półfinały | Półfinały | Półfinały             | Półfinały            |                      |                      | Finał                | Finał                | Finał | Finał | Finał |
|  |              |                        |              |                        |              |    |                        |                       |           |           |                       |                      |                      |                      |                      |                      |       |       |       |
|  |              |                        |              |                        |              |    |                        |                       |           |           |                       |                      |                      |                      |                      |                      |       |       |       |
|  |              | Dyachenko / Sidorenko  | 21           | 21                     |              |    |                        |                       |           |           |                       |                      |                      |                      |                      |                      |       |       |       |
|  |              | Dyachenko / Sidorenko  | 21           | 21                     |              |    |                        |                       |           |           |                       |                      |                      |                      |                      |                      |       |       |       |
|  |              | Al-Shereiqi / Al-Subhi | 19           | 11                     |              |    |                        |                       |           |           |                       |                      |                      |                      |                      |                      |       |       |       |
|  |              | Al-Shereiqi / Al-Subhi | 19           | 11                     |              |    | Dyachenko / Sidorenko  | 21                    | 28        | 10        |                       |                      |                      |                      |                      |                      |       |       |       |
|  |              |                        |              |                        |              |    | Dyachenko / Sidorenko  | 21                    | 28        | 10        |                       |                      |                      |                      |                      |                      |       |       |       |
|  |              |                        |              | Rachmawan / Darkuncoro | 17           | 30 | 15                     |                       |           |           |                       |                      |                      |                      |                      |                      |       |       |       |
|  |              | Rachmawan / Darkuncoro | 21           | Rachmawan / Darkuncoro | 17           | 30 | 15                     | 21                    |           |           |                       |                      |                      |                      |                      |                      |       |       |       |
|  |              | Rachmawan / Darkuncoro | 21           |                        |              |    |                        |                       |           |           |                       |                      |                      |                      |                      |                      |       |       |       |
|  |              | Kiew / Nordin          | 15           | 16                     |              |    |                        |                       |           |           |                       |                      |                      |                      |                      |                      |       |       |       |
|  |              | Kiew / Nordin          | 15           | 16                     |              |    | Rachmawan / Darkuncoro | 22                    | 21        |           |                       |                      |                      |                      |                      |                      |       |       |       |
|  |              |                        |              |                        |              |    |                        |                       |           |           |                       |                      |                      |                      |                      |                      |       |       |       |
|  |              |                        |              | Yakovlev / Kuleshov    | 20           | 17 |                        |                       |           |           |                       |                      |                      |                      |                      |                      |       |       |       |
|  |              | Li / Zhang             | 21           | Yakovlev / Kuleshov    | 20           | 17 | 15                     | 16                    |           |           |                       |                      |                      |                      |                      |                      |       |       |       |
|  |              | Li / Zhang             | 21           |                        |              |    |                        |                       |           |           |                       |                      |                      |                      |                      |                      |       |       |       |
|  |              | Yakovlev / Kuleshov    | 16           | 21                     | 18           |    |                        |                       |           |           |                       |                      |                      |                      |                      |                      |       |       |       |
|  |              | Yakovlev / Kuleshov    | 16           | 21                     | 18           |    |                        | Yakovlev / Kuleshov   | 21        | 21        |                       | Mecz o brązowy medal | Mecz o brązowy medal | Mecz o brązowy medal | Mecz o brązowy medal | Mecz o brązowy medal |       |       |       |
|  |              |                        |              |                        |              |    |                        | Yakovlev / Kuleshov   | 21        | 21        |                       | Mecz o brązowy medal | Mecz o brązowy medal | Mecz o brązowy medal | Mecz o brązowy medal | Mecz o brązowy medal |       |       |       |
|  |              |                        |              | Santoso / Fahriansyah  | 19           | 18 |                        |                       |           |           |                       |                      |                      |                      |                      |                      |       |       |       |
|  |              | Santoso / Fahriansyah  | 11           | Santoso / Fahriansyah  | 19           | 18 | 21                     | 15                    |           |           |                       |                      |                      |                      |                      |                      |       |       |       |
|  |              | Santoso / Fahriansyah  | 11           |                        |              |    |                        |                       |           |           | Dyachenko / Sidorenko | 21                   | 21                   |                      |                      |                      |       |       |       |
|  |              | Farrokhi / Salagh      | 21           | 18                     | 13           |    |                        |                       |           |           | Dyachenko / Sidorenko | 21                   | 21                   |                      |                      |                      |       |       |       |
|  |              | Farrokhi / Salagh      | 21           | 18                     | 13           |    |                        | Santoso / Fahriansyah | 13        | 12        |                       |                      |                      |                      |                      |                      |       |       |       |
|  |              |                        |              |                        |              |    |                        | Santoso / Fahriansyah | 13        | 12        |                       |                      |                      |                      |                      |                      |       |       |       |